# 3898 Curlewis
3898 Curlewis eller 1981 SF9 är en asteroid i huvudbältet som upptäcktes den 26 september 1981 av den brittiske astronomen Michael P. Candy vid Perth-observatoriet. Den är uppkallad efter den australiensiske astronomen Harold B. Curlewis.
Asteroiden har en diameter på ungefär 16 kilometer och den tillhör asteroidgruppen Themis.